# エジプシャン (バングルスの曲)
「エジプシャン」(原題：Walk Like an Egyptian)は、アメリカのバンドのバングルスの楽曲。1986年9月に2枚目のスタジオ・アルバム『Different Light/シルバースクリーンの妖精（ディファレント・ライト）』から3枚目のシングルとして発売された。バンドにとって初のナンバーワン・シングルになり、アメリカレコード協会からはゴールド認定を受け、ビルボードがランク付けした1987年のナンバーワン・ソングになった。

## 概要
Liam Sternbergは1984年までにデモバージョンを完成させた。
それから、バングルスのシルバースクリーンの妖精のプロデューサーを務めていたDavid Kahneがデモのコピーを受け取り、この曲をバングルスに渡し、バングルスが録音に至った。
Kahneは、グループの各メンバーに曲を歌わせ、どの部分を誰が歌うかを決めさせた。最終的にヴィッキー・ピーターソン、マイケル・スティール、スザンナ・ホフスが第1、第2、第3節、それぞれリードボーカルをとった。Kahneはデビー・ピーターソンをバッキングボーカルにし、そして彼女が担当するドラムの代わりにドラムマシンを使用し、曲の中で彼女の役割を減らし、それが彼女を怒らせ、グループ内の緊張を引き起こした。
そのためライブなどでは彼女はタンバリンを演奏している（曲の最中の口笛の部分は機械である)。

## チャート
| チャート (1986–1987年)                                                 | 最高位 |
| ---------------------------------------------------------------------- | ------ |
| オーストラリア (Kent Music Report)                                     | 1      |
| オーストリア (Ö3 Austria Top 40)                                       | 6      |
| ベルギー (Ultratop 50 Flanders)                                        | 1      |
| カナダ トップシングルス (RPM)                                          | 1      |
| ヨーロッパ (Pan-European Charts)                                       | 7      |
| フィンランド (Suomen virallinen lista)                                 | 11     |
| フランス (SNEP)                                                        | 15     |
| アイルランド (IRMA)                                                    | 2      |
| 日本 (オリコン)                                                        | 83     |
| オランダ (Dutch Top 40)                                                | 1      |
| オランダ (Single Top 100)                                              | 1      |
| ニュージーランド (Recorded Music NZ)                                   | 2      |
| 南アフリカ (Springbok Radio)                                           | 1      |
| スペイン (AFYVE)                                                       | 1      |
| スイス (Schweizer Hitparade)                                           | 8      |
| UK シングルス (OCC)                                                    | 3      |
| 全米 Billboard Hot 100                                                 | 1      |
| 全米 ビルボード ホット・ダンス・クラブ・プレイ                         | 46     |
| 全米 ビルボード ホット・ダンス・ミュージック/マキシ・シングル セールス | 15     |
| 全米 キャッシュボックス                                                | 1      |
| 西ドイツ (GfK Entertainment charts)                                    | 1      |

| チャート (1990年)   | 最高位 |
| ------------------- | ------ |
| UK シングルス (OCC) | 73     |

| チャート (1986年)               | 最高位 |
| ------------------------------- | ------ |
| ベルギー (Ultratop 50 Flanders) | 48     |
| オランダ (Dutch Top 40)         | 63     |
| オランダ (Single Top 100)       | 27     |
| イギリス (OCC)                  | 23     |

| チャート (1987年)                        | 順位 |
| ---------------------------------------- | ---- |
| オーストラリア (Australian Music Report) | 7    |
| ベルギー (Ultratop 50 Flanders)          | 51   |
| カナダ (RPM)                             | 25   |
| ヨーロッパ (Music & Media)               | 27   |
| オランダ (Dutch Top 40)                  | 64   |
| オランダ (Single Top 100)                | 95   |
| ニュージーランド (Recorded Music NZ)     | 39   |
| 南アフリカ (Springbok Radio)             | 8    |
| 全米 Billboard Hot 100                   | 1    |
| 西ドイツ (Official German Charts)        | 28   |

| チャート (1958–2018年) | 順位 |
| ---------------------- | ---- |
| 全米 Billboard Hot 100 | 165  |

## 認定と売上
| 国/地域                                                       | 認定     | 認定/売上数 |
| ------------------------------------------------------------- | -------- | ----------- |
| カナダ (Music Canada)                                         | Gold     | 50,000^     |
| オランダ (NVPI)                                               | Platinum | 100,000^    |
| イギリス (BPI)                                                | Gold     | 400,000     |
| アメリカ合衆国 (RIAA)                                         | Gold     | 500,000^    |
| ^ 認定のみに基づく出荷枚数 · 認定のみに基づく売上数と再生回数 |          |             |

## メディアでの使用
この曲は『ジョジョの奇妙な冒険 スターダストクルセイダース』の最初の24エピソードのエンディング・テーマとして使用された、ジョジョの奇妙な冒険ではエジプトが舞台になっている。
この曲はTotally Spies! The Movie、Eastbound & Downのシーズン3、フランスで高い興行収入を記録したアラン・シャバの『ミッション・クレオパトラ』のエンディング・テーマにも使われた。
『ファミリー・ガイ』ではCarter Pewterschmidtがこの曲を聴きながら彼の生活を反映した違う歌詞を歌う姿が描写されている。